# Coryssocnemis simla
Coryssocnemis simla är en spindelart som beskrevs av Huber 2000. Coryssocnemis simla ingår i släktet Coryssocnemis och familjen dallerspindlar. Inga underarter finns listade i Catalogue of Life.